# Teorema di Clausius
Il teorema di Clausius (anche conosciuto come disuguaglianza di Clausius), dimostrato nel 1854 dal fisico tedesco Rudolf Clausius, è un importante risultato della termodinamica, che pone le basi per la definizione della funzione di stato entropia, da lui stesso formulata.

## Enunciato
Se un sistema subisce una trasformazione ciclica in cui scambia calore con n sorgenti, vale la disuguaglianza
{\displaystyle \sum _{i=1}^{n}{\frac {Q_{i}}{T_{i}}}\leq 0}
dove {\displaystyle T_{i}} è la temperatura assoluta della sorgente i-esima, e {\displaystyle Q_{i}} il calore scambiato con essa. 
Se {\displaystyle n\rightarrow \infty } e si scompone il ciclo in una serie di trasformazioni infinitesime, la sommatoria diventa un integrale:
{\displaystyle \oint {\frac {\delta Q}{T}}\leq 0}
dove {\displaystyle \delta Q} è il calore scambiato in una trasformazione infinitesima e T è la temperatura della sorgente.
In entrambe le formule, l'uguaglianza vale nel caso di ciclo reversibile, mentre la disuguaglianza stretta vale nel caso di ciclo irreversibile.
Poiché per un ciclo reversibile l'integrale si annulla, si può definire una funzione di stato, ovvero l'entropia S, tale che:
{\displaystyle \mathrm {d} S={\frac {\delta Q_{rev}}{T}}\Rightarrow \oint \mathrm {d} S=0.}
Per dimostrarlo consideriamo un ciclo reversibile che porta uno stato A in se stesso come la composizione di due trasformazioni reversibili qualsiasi, la prima porta A in B, mentre la seconda porta B in A.
{\displaystyle \oint _{Rev1\cup Rev2}{\frac {\delta Q}{T}}=\int _{A_{Rev1}}^{B}{\frac {\delta Q}{T}}+\int _{B_{Rev2}}^{A}{\frac {\delta Q}{T}}=0.}
Sfruttando le proprietà dell'integrale di linea, è possibile scrivere:
{\displaystyle \int _{A_{Rev1}}^{B}{\frac {\delta Q}{T}}-\int _{A_{Rev2}}^{B}{\frac {\delta Q}{T}}=0}
{\displaystyle \int _{A_{Rev1}}^{B}{\frac {\delta Q}{T}}=\int _{A_{Rev2}}^{B}{\frac {\delta Q}{T}}}
Da cui si evince che l'entropia è una funzione di stato in quanto non dipende dal tipo di trasformazione che subisce.

## Dimostrazione
Per dimostrare la disuguaglianza, introduciamo una sorgente con temperatura {\displaystyle T_{0}} arbitraria, assieme alle altre n sorgenti con temperatura {\displaystyle T_{i}}. Inoltre, supponiamo di inserire n macchine di Carnot (a ciclo reversibile) tra la sorgente a {\displaystyle T_{0}} e quelle a {\displaystyle T_{i}}. 
Sia {\displaystyle Q_{i}} il calore scambiato tra il sistema S e la sorgente i-esima. Possiamo fare in modo che il ciclo di Carnot operante tra {\displaystyle T_{0}} e {\displaystyle T_{i}} fornisca alla sorgente i-esima 
la quantità di calore  -{\displaystyle Q_{i}}.
In tal caso, per ogni ciclo si può scrivere la relazione (data dal teorema di Carnot)
{\displaystyle Q_{i,0}=T_{0}{Q_{i} \over T_{i}}}
dove {\displaystyle Q_{i,0}} è il calore scambiato con la sorgente a {\displaystyle T_{0}} nel ciclo i-esimo.
Per costruzione, quindi, ogni sorgente a {\displaystyle T_{i}} scambia una quantità netta di calore pari a zero. La sorgente a {\displaystyle T_{0}}, invece, fornisce una quantità di calore totale pari a
{\displaystyle Q_{0}=\sum _{i=1}^{n}Q_{i,0}=T_{0}\sum _{i=1}^{n}{Q_{i} \over T_{i}}}.
Esaminiamo ora il segno di {\displaystyle Q_{0}}. Si è visto che il sistema composto da S e dalle n sorgenti a {\displaystyle T_{i}} riceve il calore {\displaystyle Q_{0}} dalla sorgente a {\displaystyle T_{0}}. Se {\displaystyle Q_{0}} fosse positivo, il solo risultato del processo sarebbe la trasformazione ciclica in lavoro (compiuto dalle macchine di Carnot) del calore ottenuto da una sorgente omogenea. Ma ciò è impossibile, perché in aperta contraddizione con il secondo principio della termodinamica nella formulazione di Kelvin. Quindi {\displaystyle Q_{0}\leq 0}, e poiché  {\displaystyle T_{0}>0} (trattandosi di una temperatura assoluta) si ottiene
{\displaystyle \sum _{i=1}^{n}{Q_{i} \over T_{i}}\leq 0}.
Infine, se il ciclo compiuto da S è reversibile, vale la stessa conclusione invertendo i segni di tutte le quantità di calore {\displaystyle Q_{i}}. Si troverebbe quindi
{\displaystyle \sum _{i=1}^{n}{-Q_{i} \over T_{i}}\leq 0\Rightarrow \sum _{i=1}^{n}{Q_{i} \over T_{i}}\geq 0}
e l'unico modo per soddisfare entrambe le disuguaglianze è che il risultato della somma sia nullo:
{\displaystyle \sum _{i=1}^{n}{Q_{i} \over T_{i}}=0}.
Considerando lo scambio di calore tra S ed un sistema continuo di sorgenti, ovvero con {\displaystyle n\rightarrow \infty }, la medesima dimostrazione conduce al risultato
{\displaystyle \oint {\frac {\delta Q}{T}}\leq 0}.